# Zgodovina Poljske v času dinastije Pjastov
Zgodovina Poljske v času dinastije Pjastov (963 -1386)  je prva faza v zgodovini Poljske. Pjasti so prva poznana poljska dinastija. Prvi njihov vladar, o katerem imamo pisane dokumente, Mješko I. je vladal od leta 963. Njegov sin Boleslav I. Hrabri, se je že dal kronati za kralja in razširil državo proti jugu in vzhodu. Vendar poljski velikaši niso marali oblasti nad seboj in je niso podpirali. Pjastovski vladarji so tako oblast večkrat izgubili in si jo spet priborili. Potem ko je Boleslav III. leta 1138 razdelil ozemlje med svoje sinove in si zamislil model skupnega vladanja s knezom-seniorjem na čelu, se je država vse bolj delila in se povsem razdrobila. Zunanje nevarnosti, potreba po večjem tržišču in predvsem vztrajnost Vladislava Łokietka so pripeljali v začetku 14. stoletja do ponovne združitve. Nova kraljevina je dosegla svoj višek za časa vladanja Kazimirja III. Velikega. Ker ta ni imel moškega naslednika, je prepustil vladanje nečaku, ogrskemu kralju Ludviku I. Njegovo hčer Jadvigo imajo za zadnjo pjastovsko kraljico. Njena poroka z litvanskim velikim knezom Jagielom leta 1386 označuje začetek vladavine Jageloncev.

## Uvod
Ozemlje v porečju Odre in Visle je možno imeti za zibelko Slovanov, saj so tam živeli, ne da bi se selili, najmanj od prve polovice prvega tisočletja pred našim štetjem. Jezik tamkajšnjih prebivalcev se je začel razlikovati od jezikov zahodnih in južnih sosedov,  polabskih in čeških Slovanov.
Trgovske poti, ki so potekale preko ozemlja od Baltiškega morja proti Regensburgu in Kijevu in naprej na Orient in Črno morje, so še vzpodbujale rast gradov in okrog njih utrjenih naselij, ki so se povezovala v družbene skupnosti. Tako je bila sredi devetega stoletja na ozemlju kasnejšega Velikopoljskega že oblikovana država Poljanov s središčem v Gnieznu. Verovanje Poljanov je bilo pogansko, prilagojeno potrebam kmečkega prebivalstva.
Na južnem robu tega območja, v območju zgornje Visle je bila močna družbena skupnost Vislanov s središčem v Krakovu. V drugi polovici 9. stoletja je prišla pod oblast velikomoravskega kneza Svetopolka. Enako usodo so doživele družbene skupnosti v Šleziji. Ta območja so se že tedaj srečala s krščanstvom, tako latinskim, ki je prodiralo z zahoda, kot z grškim, ki sta ga prinesla v Velikomoravsko odposlanca bizantinskega cesarja Ciril in Metod.
Kmalu potem, ko so Madžari v letih 896-907 uničili Velikomoravsko, sta Malopoljska in Šlezija prišli pod oblast Čehov.
Pri Poljanih se je zgodaj ustalila dedna knežja oblast, vendar je moral knez od velikašev dobiti pristanek za izročitev oblasti potomstvu.

## Mladost poljske države

### Mješko I.
Leta 963 je v Gnieznu zavladal Mješko I. (963-92), prvi poljski vladar o katerem imamo pisne dokumente. Pred njim je poljanski prestol zasedalo že kar nekaj njegovih prednikov: oče Ziemomysł, ded Lestko, praded Ziemowit, ki mu lahko pripisujemo še enega knežjega prednika, Chościszka, osebo, ki gotovo ni identična z legendarnim Pjastom. Srednjeveško zgodovinopisje je ustvarilo legendo, da Mješkov rod izvira od Pjasta, kmečkega podanika kneza Popjela iz prejšnje dinastije. Novodobno zgodovinopisje je vladarsko hišo imenovalo Pjasti, sami pa so se imenovali "po rodu poljski knezi".
Že Mješkovi predniki so združili pod svojo oblastjo velik pas nižin, to je srednjo Poljsko: poznejšo Velikopoljsko, leczyško-sieraško pokrajino in Mazovijo. Po dolini Visle je verjetno segala njihova oblast tudi že na Gdansko Pomorjansko.
Takoj po prevzemu vladanja je Mješko I. začel širiti svoje ozemlje. Nemškemu kralju Otonu I., ki ga je papež v Rimu ravnokar (962) kronal za rimskega cesarja, se je obvezal, da mu bo plačeval davek za osvojena ozemlja in do leta 967 prodrl do Baltiškega morja. 
Sklenil je zvezo s češkim vojvodo Boleslavom I. in se leta 965 poročil z njegovo hčerko Dubravko. Leto kasneje se je dal krstiti in uvedel krščanstvo v svojo deželo, ki je leta 968 dobila prvo škofijo.
Po smrti prve žene se je poročil z Odo, hčerko mejnega grofa saške Severne marke in se začel zbliževati s cesarstvom. Po velikem slovanskem uporu leta 983, po katerem je cesarstvo zgubilo oblast nad ozemlji vzhodno od Labe in Saale, je s tihim pristankom cesarstva zavzel vso obalo Baltika med ustji Odre in Visle, vključno mesto Szczecin. Potem ko je leta 984 zaradi zaostritve odnosov prišlo do prekinitve zveze med Poljsko in Češko, je Mješko zavzel Šlezijo in Malopoljsko.

### Boleslav I. Hrabri
Mješka I. je nasledil njegov najstarejši sin Boleslav I. Hrabri (992-1025). Z njim je Poljska spet dobila na prestolu močno osebnost, ki je  znala državi zagotoviti triintrideset let  izredne politične aktivnosti in vojne slave in skušala razširiti meje države preko etničnega poljskega ozemlja. Boleslav si je pridobil zaupanje cesarja Otona III., ki je dal Poljski lastno metropolijo (cerkveno provinco) z nadškofijo v Gnieznu in škofijami v Vroclavu, Kołobrzegu in Krakovu. 
Boleslav I. je po smrti Otona III. v letih 1003-04 zavzel Češko in Moravsko (morda tudi Slovaško) in saški mejni grofiji Lužico (Spodnjo Lužico) in Milsko (Zgornjo Lužico). Vendar mu je po enem letu novi cesar Henrik II. Češko ponovno iztrgal. Bojevala sta se še do leta 1018, da bi nazadnje ozemeljsko stanje ostalo nespremenjeno.
V letih 1015-18 je Boleslav I. podpiral svojega zeta, kijevskega kneza Svjatopolka v borbi za kijevski prestol proti polbratu Jaroslavu Modrem. Za kratek čas je zavzel Kijev in vladal Rdeči Ruteniji (zgodovinska pokrajina na ozemlju današnje jugovzhodne Poljske in zahodne Ukrajine); ob tem je priključil Poljski obmejna, dotlej sporna ozemlja v porečjih Wieprza, gornjega Bugau in gornjega Sana.
Boleslav se je dal po smrti cesarja Henrika II. (1024), verjetno s papeževim privoljenjem, kronati za kralja. Kraljevina Poljska je bila odtlej, vsem kasnejšim delitvam in razkosanjem navkljub, pojem enotnosti dežele.

### Mješko II. Lambert
Tudi Boleslavov naslednik, eden mlajših sinov, Mješko II. Lambert (vladal 1025-31 in 32-34) se je dal kronati za kralja. Bil je dobro izobražen in je še pod očetom vršil politične funkcije in deloval kot vojaški poveljnik. Uspešen je bil tudi v pohodu leta 1030 proti poganskim Polabcem. Že naslednje leto pa  se je znašel v veliki stiski, tako v sami deželi, kjer so se vsepovsod dvigali poganski upori proti krščanstvu v kombinaciji z upori kmetov proti posestnikom zaradi vse večjih dajatev, kakor tudi zunaj njenih meja, kjer sta se proti Mješku združila nemški kralj Konrad II. in kijevski veliki knez Jaroslav Modri. Splošni kaos v deželi so izkoristili še njegovi sorodniki, ki so sprožili državljansko vojno. Ko je Mješku odrekla zavezništvo tudi Ogrska, se je znašel v brezupnem položaju, pobegnil in se znašel v ujetništvu češkega vojvode Oldřicha. Vlado je privzel njegov starejši polbrat Bezprym (1031-32), ki se je moral odpovedati kraljevim insignijam  in pridobitvam svojih predhodnikov: Lužici, Moravski ter ozemlju ob gornjem Wieprzu in Bugu. Njegovo vladanje je bilo polno nasilja, katerega žrtev je nazadnje postal tudi sam. Po njegovi smrti je Konrad II. dovolil, da se je se Mješko II. vrnil na prestol, vendar je moral priznati cesarsko nadoblast in deliti vlado s svojim bratom Otonom in nečakom  Dytrykom. Nekaj mesecev pred smrtjo je ponovno združil vse državno ozemlje, a ko je leta 1034 umrl, je zapustil sinu Kazimirju le razvaline nekdanje monarhije.

### Kazimir I. Obnovitelj
Mješkova smrt je še poglobila krizo v državi. Ponovno so izbruhnili upori proti krščanstvu in upori podložnikov proti visokemu plemstvu. Visoko plemstvo je zavračalo podporo centralni oblasti, želelo je biti čim boj samostojno. Zamrla je tranzitna trgovina in skopneli so dohodki, ki so v času vzpona Pjastov polnili državno blagajno. Država je bila v razsulu.
V času Mješkove smrti je bil njegov edini sin Kazimir pri stricu, kölnskemu nadškofu Hermanu II. (†1056). Ko se je leta 1037 z materjo vrnil v nemirno deželo, da bi prevzel oblast, so ju sovražni veliki plemiči (magnati) pregnali, zatekla sta se na Saško. Poljska je razpadla. Velikaši so sami prevzeli oblast, med njimi je najbolj znan Mjeclav (tudi Mojslav in Maslav), ki je bil nekoč točaj na dvoru Mješka II., sedaj pa je zavladal v Mazoviji in vladal tam skoraj deset let.
Proti samozvanim knezom, posvetni in duhovni gosposki je v delu poljskih dežel izbruhnila široka ljudska vstaja, uprli so se nižji državni uradniki, služabniki velikašev in sužnji. Anarhijo je izkoristil češki vojvoda Bretislav I., zasedel Šezijo in ropal in pustošil po utrjenih naseljih Velikopoljske; veliko škode in izgub je utrpela cerkev; Bretislav je iz katedrale v Gnieznu odpeljal v Prago relikvije sv. Vojteha, ideološko osnovo neodvisne poljske cerkvene province, da bi z  njihovo pomočjo dosegel osamosvojitev praške škofije.
Krepitve češke države pa niso z naklonjenostjo gledali nemški plemenitaši. Pomagali so Kazimirju I. Obnovitelju (1039-58), ki se je s pomočjo svojih nemških sorodnikov in cesarja Henrika III. hitro vrnil domov in do leta 1041 obnovil oblast v Malopoljski in Velikopoljski. Podprli so ga tudi mnogi poljski velikaši, ki jih je ljudska vstaja prestrašila. Kazimir je sklenil zvezo s kijevskim velikim knezom Jaroslavom Modrim, ki je imel doma podobne nemire, in se oženil z njegovo sestro Dobronego Marijo. Kijevski knez mu je leta 1047 pomagal v boju proti Mjaclavu osvojiti Mazovijo. Po številnih zapletih so Čehi leta 1050 prepustili Kazimirju Šlezijo, zahtevali pa so, da zanjo plačuje davek. Ni pa mu Henrik III. dovolil, da bi se kronal za kralja.
Poljska se je skrčila na obseg iz časa Mješka I., a brez Pomorjanskega in s plačevanjem davka za Šlezijo. Izgubljene so bile pridobitve Boleslava I. Hrabrega. Propadli so krščansko gibanje na Pomorjanskem in škofija Kołobrzeg. Obalno območje od Szczecina do Gdanska je bilo za kako stoletje za Poljsko izgubljeno. Velike spremembe so se dogodile tudi v družbenem ustroju države. Velikaši so prej svobodno prebivalstvo spravili v svojo odvisnost in si s tem utrli pot k pridobivanju gospodarske moči in si spodbudili skomine po širjenju posesti. Od tega niso kasneje nikdar več odstopili. Izoblikoval se je stan nižjega plemstva (vitezov), ki so ravno tako iskali poti do vplivanja na vrhovno oblast. Kazimir Obnovitelj je obnovil državni aparat in cerkveno organizacijo, a v veliko skromnejšem obsegu kot njegovi predhodniki.

## Zrela doba poljske monarhije

### Boleslav II. Smeli
Okrepitev monarhije je omogočila Kazimirjevemu ambicioznemu nasledniku, najstarejšemu sinu Boleslavu II. Smelemu (1058-79), da je vodil politiko neodvisnosti od cesarstva. V sporu med cesarjem Henrikom IV. in papežom Gregorjem VII. (investiturni boj) se je postavil na papeževo stran. Okrepil je vojsko, nehal plačevati Čehom davek za Šlezijo in se z njimi spopadel. V Kijevu je posredoval (1068-77) v korist svojega svaka, kijevskega velikega kneza Izjaslava, katerega je potem vzel v zaščito tudi Gregor VII.
Na Ogrskem je podpiral kneze s protinemškim programom (1060-77). Vse to mu je prineslo na božič 1076 kronanje za poljskega kralja v Gnieznu,  ki ga je opravil nadškof Bogomil v spremstvu papeževega odposlanca. Tedaj so postavili novo cerkveno organizacijo in ponovno določili Gniezno za sedež nadškofije ter škofovske sedeže v Poznanju, Krakovu, Vroclavu, Połocku in Kruszwici.
Kronanje naj bi državi zagotovilo notranjo učvrstitev, učinkovalo pa je ravno nasprotno, Ko si je Henrik IV. ponovno pridobil oblast v Nemčiji, so nekateri poljski velikaši potegnili z njim in pripravili proti Boleslavu zaroto, v kateri sta sodelovala tudi kraljev brat Vladislav Herman in krakovski škof Stanislav. Kralj je zaroto odkril in zatrl, škofa obsodil na smrt in obsodbo tudi izvršil, kar pa je sprožilo odkrit vsesplošen upor proti njemu, tako da je 1079 zbežal na Ogrsko, kjer je leta 1081 umrl.

### Vladislav I. Herman
Njegov naslednik, mlajši brat Vladislav I. Herman (1079-1102) se je moral odpovedati samostojnim političnim načrtom in kraljevski kroni. Poročil se je z Judito, sestro Henrika IV. Poljska se je spet znašla v cesarskem taboru; ponovno je začela plačevati Čehom davek za Šlezijo.
Vladanje Vladislava Hermana je bilo obdobje sporov med raznimi težnjami velikašev. Največ besede je imel mogočni palatinski knez Sieciech, kar je sprožilo opozicijo drugih velikašev proti osrednji oblasti, ki sta se ji pridružila tudi Vladislavova sinova. Skupaj so leta 1097 dosegli, da je stari knez palatina izgnal, ozemlje države pa razdelil medse in oba sinova.

### Boleslav III. Krivousti
Po očetovi smrti je Vladislavov starejši sin Zbigniew vladal v Velikopoljski,  Kujaviji in (prej očetovi) Mazoviji, njegov mlajši polbrat Boleslav III. Krivousti (1102-38) pa v Šleziji in porečju zgornje Visle (krakovsko-sandomierska pokrajina) in pokrajini Lubusz (med rekama Odro in Soree). Ambiciozni Boleslav je pridobil na svojo stran viteze in mnoge velikaše. Povezal se je z Ogrsko in Kijevsko Rusijo in z njuno pomočjo leta 1107 premagal in izgnal Zbigniewa, ki se je zatekel v Nemčijo. Dve leti kasneje je pred Vroclavom v Šleziji odbil napad cesarske vojske in cesarju Henriku V. obljubil plačevanje davka. Leta 1111 je, sporazumno z novim češkim vojvodo Vladislavom I., Čehom nehal plačevati davek za Šlezijo. Po ureditvi odnosov z južnimi sosedi je dovolil polbratu Zbiegnewu vrnitev v domovino, a ga je že leta 1112 obtožil zarote in ga dal oslepiti. Dejanje je povzročilo splošno ogorčenje. Gniezenški nadškof je Boleslava izobčil, a je izobčenje preklical, ko se je ta javno pokesal in odkupil.
Boleslav si je v letih 1113-22 podredil Zahodno Pomorjansko in vključil v poljsko državo Vzhodno Pomorjansko z Gdanskom.  Dokončal je pokristjanjevanje Zahodnega Pomorjanskega in vsilil poljsko oblast deželi Lubusz (med rekama Odro in Soree) in tako za kratek čas obnovil mejo iz časa Mješka I. 
V drugem delu vladanja pa je začel Boleslavov položaj spet slabeti. Začelo je vreti med velikaši, uprl se mu je dotlej najožji sodelavec palatinski knez Skarbimir. Oslabel je Boleslavov mednarodni položaj. Ni mu uspelo posredovanje na Ogrskem v korist Borisa, sina Evfemije, hčerke kijevskega velikega kneza Vladimirja II. Monomaha. Izgubil je spopad s Čehi. Izgubil je deželo Lubusz. Leta 1135 je bil prisiljen pokloniti se cesarju Lotarju III. in dobil v zameno pravico do zahodnega Pomorjanskega in baltskega otoka Ruegen.
V prizadevanju da bi zadovoljil tako delitvene težnje svojih sinov in plemstva kot potrebe državne enotnosti, je Boleslav v testamentu podal nasledstveno načelo, po katerem naj bi po njegovi smrti vsak od sinov dobil svojo dedno kneževino, najstarejši med njimi, knez-senior, kateremu bi pripadalo tudi ne dedno seniorsko ozemlje (ozemlje ki se je v pasu razprostiralo od krakovske pokrajine do Vzhodnega Pomorjanskega in je vključevalo tudi nadoblast nad podrejeno Zahodno Pomorjansko), pa bi imel nad njimi vrhovno oblast.

## Razdelitev poljske države
Po smrti Boleslava III. je, ustrezno njegovi oporoki, leta 1138 kot knez-senior zavladal njegov najstarejši sin Vladislav II. (1138-46), dedni vojvoda v Šleziji. Drugi sin, Boleslav IV. Kodrasti, je z očetovo oporoko dobil v dedno posest Mazovijo. Tretji sin, Mješko III., je bil dedni knez v Velikopoljski (na njenem zahodnem delu, vzhodni del je bi v seniorski pokrajini). Boleslavova vdova, knegijana Salomeja je dobila seieraško-leczyško pokrajino. Mladoletnemu sinu Henriku je bila namenjena sandomierska pokrajina, ki je bila v času njegove mladoletnosti vključena v seniorsko pokrajino. Najmlajšemu Kazimirju, rojenemu v letu očetove smrti, ni bil dodeljen noben dedni delež.
Ko je mati Salomea leta  1145 umrla, je Vladislav II. dogovor prekršil in si, zanašajoč se na pomoč svaka, nemškega kralja Konrada III., kneginjino pokrajino prisvojil. S tem je prišel v spor z brati. Odtlej se je Poljska nezadržno delila v vse manjše posesti. Državne enotnosti ni bilo mogoče več obdržati. Leta 1146 je prišlo med brati do bitke pri Poznanju, ki jo je Vladislav II. izgubil in zbežal v Nemčijo; prijelo se ga je poimenovanje Izgnanec.
Za Vladislavom II. je postal knez-senior Boleslav IV. Kodravi (1146-73), dedni vojvoda v Mazoviji. Bratu Henriku je prepustil namenjeno mu sandomiersko pokrajino. Leta 1157 je novi cesar Friderik I. Barbarossa na prigovarjanje svoje tete, Vladislavove žene, napadel Poljsko in zahteval vrnitev Vladislava na oblast. Boleslav je vojno izgubil in se poklonil in podredil cesarju; plačati je moral veliko vojno odškodnino in obljubiti, da bo Vladislavovim sinovom vrnil Šlezijo, ni pa mu cesar odvzel oblasti nad Poljsko. Boleslav je obljubo izpolnil šele ob ponovni grožnji leta 1163 in prepustil Šlezijo trem Vladislavovim sinovom, ki so si jo razdelili in so postali začetniki šlezijske veje Pjastov. Leta 1166 je umrl Henrik Sandomierški in del njegove pokrajine je dobil najmlajši brat Kazimir, kot majhno wiśliško kneževino.
Po smrti Boleslava IV. je postal knez-senior njegov mlajši brat Mješko III. Stari (vladal 1173-77, 1190/91 in 1194), ki je s trdo roko in visokimi davki skušal okrepiti svojo vrhovno oblast. S tem se je zameril posvetnim in duhovnim velikašem, ki so ga pregnali iz Krakova in na prestol poklicali njegovega mlajšega brata Kazimirja II. Pravičnega (1177-94). Kazimir je na kongresu v Leczyci leta 1180 za ceno nadaljnjih koncesij duhovnemu in posvetnemu plemstvu dosegel, da je postala tudi krakovska pokrajina njegova dedna posest. Da  bi si utrdil politični položaj, se je leta 1184 poklonil cesarju. Leta 1191 ga  je Mješko III. pregnal s krakovskega prestola, a ga je Kazimir s pomočjo kijevskega velikega kneza kmalu spet zavzel. Leta 1193 je izvedel križarski pohod proti poganskim Jatvingom. Poročen z rutensko princeso Heleno je imel dva sina, Leška Belega in Konrada Mazovskega (ki je ded kasnejšega poljskega kralja Vladislava I.). Pripisujejo mu reformiranje poljskega jezika; današnja poljščina je izpeljana v veliki meri iz takratnega jezika.
Po bratovi smrti je krakovski prestol ponovno zavzel vztrajni Mješko III., a so ga velikaši ponovno pregnali in so postavili na prestol mladoletnega Kazimirjevega sina Leška I. Belega (1194-98, 1206-10, 1211-27). Leta 1198 se je Mješku III., kot varuhu mladoletnega nečaka, še enkrat posrečilo priti do oblasti. Lešek Beli je bil zadnji, ki je z nekoliko uspeha uveljavljal čast kneza-seniorja, a je bil leta 1227 ubit. Dinastija Pjastov se je rezdelila v mnogo vej: velikopoljsko, malopoljsko, mazovsko, kujavsko, dolnješlezijsko in gornješlezijsko. Oblast velikega kneza je, čeprav formalno ni bila odpravljena, postopoma zamirala in poljska država se je spremenila v skupek neodvisnih kneževin-majhnih vojvodin, ki je v 13. stoletju njihovo število še naraščalo.

## Obdobje razdrobljenosti, družbene preobrazbe in povečane zunanje nevarnosti
Razpad poljske države je povzročil tudi razpad zastarelih upravnih sistemov in odprl možnost družbeni preobrazbi in gospodarskim spremembam. Družbo je razbremenil za stroške države in kraljevih vojaških ambicij. Po drugi strani je dajal priložnost največjim veleposestnikom (magnatom), da so si prisvajali večji delež družbenega dohodka, slabil obrambne sposobnosti države in povečal njeno ogroženost od zunaj.
Novosti v obdelavi zemlje so z zahoda prihajale tudi na Poljsko. Nova poljedelska orodja in triletno kolobarjenje s praho so povečevali pridelek. Dohodki iz zemlje so velikim posestnikom omogočali, da so si z dokupi in komasacijo ustvarjali vse večje, strnjene posesti. Cerkev in magnati so si zagotovili tudi sodno in ekonomsko neodvisnost posesti in s tem še povečali svojo gospodarsko trdnost.
Večanje velikih posesti je šlo v veliki meri na račun manj premožnega plemstva, ki je izgubljalo svoje posesti in je bilo prisiljeno stopati v službo magnatov in škofov, ki so si ustvarjali svoje upravne, pravne in varovalne institucije. Razslojenost plemstva je postajala vse večja. Množica malih plemičev (vitezov) se je postopno izoblikovala v poseben družbeni sloj, na Poljskem imenovan šlahta, in je postajal politično vse pomembnejši. Njegovi interesi so bili v bodoče pogosto blizu kraljevim, tako da so ga spretni kralji lahko uporabljali kot zaveznike proti magnatom.
Iz tehnoloških izboljšav izhajajoče večanje pridelka je že samo po sebi vodilo k rasti prebivalstva, ki je v 12. stoletju precej naraslo. Potrebe po delovni sili na velikih posestih pa so vzpodbujale tudi k priseljevanju iz tujine. Novo naseljevanje je potekalo po poljskem pravu, ki so ga imenovali more liberorum hospitum - običaj svobodnih gostov, in se je najprej uveljavilo v Šleziji in na Malopoljskem, kasneje pa tudi na Velikopoljskem; nekdanje dajatve je nadomestila točno določena renta v pridelku ali v denarju.
Podobni procesi so potekali tudi v mestih, kjer so izstopale maloštevilne skupine premožnih ljudi, najpogosteje trgovcev; ti so si pri vladajočem knezu ali škofu zagotovili posebne pristojnosti in stopili na čelo prebivalstva, oblikovale so se mestne uprave. Tudi mesta so rada sprejemala priseljence z zahoda, trgovce, obrtnike, ki so prinašali nov kapital, novo znanje in nove možnosti razvoja. V zameno za določen davek so si mesta pridobila svobodne trge, ki niso bili obremenjeni s tržnimi plačili v knezovo korist. Oblikoval se je poljski mestni pravni red. S priseljevanjem Nemcev se je v šlezijskih mestih od drugega desetletja 13. stoletja naprej uveljavljal nemški (magdeburški) mestni pravni red, ius teutonicum.
Dotok tujih kolonistov je bil sprva močan predvsem v Dolnji Šleziji, na Zahodnem Pomorjanskem in v Prusiji. V ostalih poljskih deželah je bilo priseljevanja manj in je bilo omejeno na mesta.

### Šlezija
Najbogatejša in tudi najgosteje naseljena med poljskimi deželami je bila Šlezija s svojim rudnim bogastvom. Leta 1163 jo je Boleslav Kodrasti vrnil sinovom Vladislava Izgnanca, ki so jo takoj razdelili na tri dele. Nagli ekonomski razvoj in vodilna gospodarska vloga Šlezije, zlasti vroclavske kneževine, sta omogočila Henriku Bradatemu (na prestolu od leta 1202) širitev navzven, prevzemanje nasledstva po sorodnikih in skrbstvo nad mladoletnimi dediči v južni Velikopoljski, večini Šlezije in celi Malopoljski. Leta 1238 je to veliko, a med sabo le slabo povezano ozemlje, podedoval njegov sin Henrik Pobožni. Po njegovi smrti leta 1241 so njegove sinove utesnili na dolnješlezijsko ozemlje, ki so si ga med seboj razdelili. Šele vnuku Henrika Pobožnega, Henriku IV. Probusu, se je posrečilo pridobiti premoč nad težnjami velikašev, ki so razbijale knežjo oblast.

### Velikopoljska
Velikopoljska je bila razdeljena samo v obdobju 1247-79. Mješka III. Starega, ki je štirišestedeset let vladal s trdo roko, je leta 1202 nasledil njegov sin Vladislav Lesenonogi, ki je odrinil od vladanja svojega sodediča, nečaka Vladislava (sina umrlega brata Odona), pokornega škofom in opatom. Lesenonogi se je bojeval proti gospodarski in sodni neodvisnosti cerkve, ki pa jo je gniezenski nadškof nazadnje vendarle uveljavil. Leta 1229 je moral Lesenonogi Velikopoljsko prepustiti Vladislavu Odoniku. Vladislavova sinova Boleslav Pobožni in Przemysł I. sta si jo leta 1247 razdelila. Po hitri smrti Przemysła I. je njegov sin Przemysł II. Velikopoljsko leta 1279 ponovno združil.

### Mazovija in Kujavija
Mazovija in Kujavija sta doživljali vse večje razkosavanje. Pustolovska politika mlajšega brata Leška Belega, Konrada Mazovskega, ki je tam stoloval od leta 1202, mu ni prinesla toliko zaželenega krakovskega prestola, temveč je otežila obrambo Mazovije pred napadi baltskih ljudstev. Konradova sinova sta začetnika dveh dinastičnih vej: Kazimir I. je ustanovil kujavsko vejo, iz katere je izšel Vladislav Lokietek, združitelj poljskega kraljestva, mnogo let obdan od številnih bratov in bratrancev, ki so nekateri vladali le posameznim grofijam. Druga veja je bila mazovska, ki se je po Semovitu še bolj številno in za dalj časa razvejala.

### Pomorjansko
Pomorjansko sta že od nekdaj sestavljali Zahodna Pomorjanska in Vzhodna ali Gdanska Pomorjanska, vsaka s svojo zgodovinsko usodo.
Gdanski Pomorjanski je že od konca 12. stoletja vladala krajevna dinastija, ki se je osvobodila nadoblasti poljskih knezov (njihov uradniški izvor razkriva latinska terminologija, ki za vladarja uporablja izraz princeps in ne dux kot za poljske kneze). Okrog leta 1230 se je dežela delila na manjše enote. Živela je od trgovine z žitom po Visli in se gospodarsko ugodno razvijala. Gdansk je bil povezan z nemškimi pristanišči ob Baltiku. Z zahoda so pogledovali proti njej brandenburški Askanijci, z vzhoda pa Tevtonski viteški red. Ogroženi pomorjanski knez Mstivoj, ki je deželo spet združil, je zato leta 1287 sklenil tajno zvezo z velikopoljskim knezom Przemysłom II. in mu zapisal svojo kneževino.
Zahodna Pomorjanska, ki ji je tudi vladala dinastija krajevnih velikašev (od Vratislava I., ki si ga je podredil Boleslav Krivousti), se je že v 12. stoletju razdelila na wołogoško kneževino na levem bregu Odre in szczecinsko na desnem bregu. Potem ko je bila nekaj časa pod dansko nadoblastjo, se je po zatonu danske slave v drugi četrtini 13. stoletja rešila vsakršne odvisnosti. Kamieński škof se je podredil direktno Rimu in se ločil od gniezenske nadškofije. Hiter razvoj obmorskih mest s samostojnimi upravami in priseljevanje tujcev sta hitro ponemčila deželo. Po smrti kneza Barmina I. (†1278) je prišlo do novih delitev, zlasti zahodno od Odre. Mesta in magnati so se organizirali v stanovska predstavništva in leta 1283 vsilili knezom svojo udeležbo pri vladanju. Tudi Zahodni Pomorjanski je grozila nevarnost iz Brandenburške marke, ki se je v 13. stoletju razširila prav pod Szczecin.

### Prihod Tevtonskega viteškega reda. Invazija Tatarov
Dotlej so Poljsko ogrožala s severovzhoda poganska ljudstva Litvancev, Jatvingov, in Prusov, ki so pogosto vdirala v poljske pokrajine, s severozahoda pa brandenburški mejni grofje, ki so zasedli Lubusz in iz  njega gradili ob Warti klin proti vzhodu, t. j. Novo marko s prestolnico v Gorzowu. V letih 1226 in 1241 pa sta se pojavila še dva nova nevarna soseda Tevtonski viteški red in Tatari.
Cesar Friderik II. je Tevtonskemu viteškemu redu leta 1226, potem ko ga je ogrski kralj Andrej II. izgnal iz Transilvanije, z zlato bulo iz Riminija  podelil oblast v Prusiji, rečeno je bilo "poganski deželi brez gospodarja". Mazovski vojvoda Konrad I. (†1247) je v pričakovanju, da bo dobili pomočnike v  boju s poganskimi sosedi, križnikom lahkoverno odstopil chełmensko pokrajino (vzhodno od spodnje Visle), ki naj bi služila za izhodišče njihovega delovanja. Kljub temu, da je Konrad zase zahteval suverenost nad deželo, je red leta 1233 ustanovil po nemškem pravu sistem lokalne uprave v Chełmnu in se sistematično in okrutno lotil pokristjanjevanja. Leta 1237 se jim je priključil še Red vitezov z mečem. Pokristjanjevalci so do leta 1283 opravili delo v Prusiji. Tevtonski viteški red je postal glavna vojaška sila Evrope, mogočna, strogo centralizirana redovniška država, sovražna Poljski in Litvi, ki je gradila nova mesta in vabila nemške priseljence; trgovsko se je povezala s Hanso.
Leta 1241 je tatarski kan Batu, potem ko je zavzel večino ruskih kneževin, vdrl z vzhoda in opustošil vso južno Poljsko do Legnice v Šleziji. Tu so se pod vodstvom Henrika Pobožnega zbrali poljski branilci. Henrik je v boju padel, ostanki njegove vojske so se zatekli v legniški grad. Tedaj pa se je kan Batu vrnil v Mongolijo, da sodeluje pri volitvah novega velikega kana. Ozemlja vzhodno od Malopoljske (Rdeča Rutenija) pa so ostala pod tatarsko nadoblastjo. Od tod sta kasneje prišla še dva velika napada: leta 1259 so bili požgani Lubin, Sandomierz, Krakov in Bytom, leta 1267 pa sta se pred napadalci obranila le Krakov in Sandomierz.

## Združevanje Poljske
Pojma gens Polonica in regnum Poloniae iz časov vladanja prvih Pjastov kot politični in zemljepisni pojem nista bila pozabljena. Tudi cerkvena organiziranost, ki je poljsko ozemlje pokrivala z eno samo, gniezensko cerkveno provinco, je krepila občutek povezanosti. Poleg tega so združevalno vplivale tudi rodbinske vezi pjastovskih knezov. Že pred mongolsko invazijo sta si dva razumna šlezijska kneza, Henrik Bradati (†1238) in njegov sin Henrik Pobožni (†1241) prizadevala za združitev vseh južnih poljskih dežel od Lubusza do Sandomierza in Lubina. Prihod Tatarov je njuna prizadevanja zaustavil. Njuno delo je nadaljeval vnuk Henrika Pobožnega, Henrik IV. Probus, ki je napravil program za združitev, posegel po Malopoljski (1288) in nameraval obnoviti kraljestvo. Načrta mu ni uspelo uresničiti. Pred svojo smrtjo leta 1290 je zapisal Malopoljsko energičnemu velikopoljskemu knezu Przemysłu II.
Knez Przemysł II., prapravnuk Mješka III. Starega, je leta 1279 ponovno združil prej razdeljeno Velikopoljsko in ji leta 1294 dodal še Vzhodno Pomorjansko. Leta 1295 ga je gniezenski nadškof Jakob okronal za poljskega kralja, kar je združevalcem dalo novega poleta. Že naslednje leto so ga nasprotniki, verjetno povezani z brandenburškimi mejnimi grofi, zahrbtno umorili.
Že pred tem pa je posegel po poljskih ozemljih tudi češki kralj Venčeslav II. Izkoristil je okoliščino, da je bilo med šlezijskim meščanstvom in plemstvom veliko Nemcev in Čehov, ki so radi videli med vladarji tujca; ob smrti Henrika Probusa si je prisvojil njegovo posest. Duhovščini, meščanom in vitezom se je prikupil s podelitvijo privilegijev in obljubo, da jih ne bo obremenjeval z novimi davki. Do leta 1292 si je podredil Malopoljsko in nekaj šlezijskih kneževin.
Po smrti Przemysła II. (1296) so velikopoljski velikaši za novega velikopoljskega kneza izbrali Vladislava Łokietka, prapravnuka Kazimirja Pravičnega. Ker pa ta ni izpolnil njihovih pričakovanj, so ga odstavili in leta 1300 na velikopoljski prestol postavili češkega kralja Vaclava II. Ta se je oženil z Rykso, hčerko Przemysła II. in se dal kronati za poljskega kralja. Vaclav II. (1300-05) je vladal približno dvema tretjinama poljskega ozemlja. Takoj po kronanju mu je dal cesar Albert I. Habsburški v fevd Poljsko, ki je s tem postala (za čas Vaclavovega vladanja) del Svetega rimskega cesarstva. Vaclav II. je sklenil zvezo z Brandenburško marko in s Tevtonskim viteškim redom. Opiral se je na nemške mestne oblasti, nemške samostane in na visoke položaje postavljal Nemce in Čehe. Njegova smrt leta 1305 in naslednje leto uboj njegovega sina in naslednika Vaclava III. (1305-06) sta izpraznila tako češki kot poljski prestol.
Opozicija proti Vaclavovemu vladnju, ki so jo najbolj preganjali na Malopoljskem, si je našla voditelja v vztrajnem pretendentu za prestol Vladislavu Łokietku, ki se je moral med Vaclavovim vladanjem zateči v tujino. Leta izgnanstva je izkoristil za pridobivanje zaveznikov, od papeža Bonifacija VIII. in ogrskega kralja Karla Roberta Anžujskega do Hališke Rusije.
Hkrati je med vodilnimi sloji dozorevalo prepričanje, da bo združitev možna le na osnovi samoodločbe. Po smrti Venčeslava III. (1306) so zavrnili zahteve dveh zaporednih čeških kraljev, Rudolfa I. in nato Ivana Luksemburškega, ki sta se potegovala za Vaclavovo dediščino na Poljskem.
Vladislav Łokietek (v poljščini pomeni to "dolg en vatel") je zasedel krakovsko-sandomierško pokrajino nato pa še Gdansko Pomorjansko, med tem ko so na Velikopoljskem še vedno nenaklonjeni mu magnati postavili na prestol glogovskega kneza Henrika, ki se je povezoval z Nemci.
V Gdanski Pomorjanski je Vladislava Łokietka izdal močan rod Święcov in deželo izročil Brandenburžanom, ki so leta 1308 začeli oblegati Gdansk. Łokietku zveste sile so za pomoč (proti plačilu) prosile križnike, ki pa so se povezali z Brandenburžani in si Pomorjansko med seboj razdelili. Poljska država je tako med svojim združevanjem morala nemočno gledati nastanek tuje oblasti v eni od svojih temeljnih pokrajin.
Ugodneje za narodnostno državo pa so se dogodki odvili na Velikopoljskem, kjer je umrl Henrika iz Glogova in so se njegovi sinovi, duhovščina in šlahta skupaj postavili proti interesom magnatov, ki so združevanju nasprotovali. Gniezenski nadškof je nad magnati izrekel prekletstvo, vitezi pa so v bitki premagalo vojsko magnatov. Leta 1314 je Vladslav Łoketek za stalno zavzel Velikopoljsko.
Kot vladar Poljske je imel Vladislav Łokietek dober občutek za zunanjo politiko: proti Luksemburžanom, Čehom, Brandenburžanom in Tevtonskim vitezom je poiskal zavezništvo v Ogrski, Danski Švedski, Norveški, Litvi ter pri knezih Zahodnega Pomorjanskega in Mecklenburga. Za ceno verskega davka, "Petrovega novčiča", si je pridobil lojalnost papeža in se dal s pristankom rimske kurije leta 1320 v Krakovu kronati za poljskega kralja Vladislava I. (1320-33). To kronanje je obnovilo domačo dinastijo in naslednjih 475 let je krona ostala simbol poljske enotnosti.
Vladislav I. si je izbiral svetovalce iz manj znanih plemiških rodov. Njegov skromni dvor je postal šola političnega izobraževanja ljudi, ki so bili postavljeni pred politične naloge, kot so obramba pred tujo intervencijo, reorganizacija države, njena modernizacija, skratka utrditev poljske krone.
Vladislav I. se je soočal z opozicijo češkega kralja in Tevtonskega reda. Novi češki kralj Ivan Luksemburški je zahteval poljsko krono in v letih 1327-29 so ga priznali za fevdalnega gospodarja skoraj vsi šlezijski knezi. Samo majhna kneževina Wieluń je ostala Vladislavu lojalna. Vladislav je pred sodiščem, ki ga je določil papež, vložil tožbo za vrnitev Pomorjanskega. Sodišče je razsodilo v njegov prid, toda križniki razsodbe niso spoštovali. Prišlo je do ponovnega bojevanja. Tevtonski vitezi so močno opustošili Velikopoljsko, zlasti v vojni 1328-32, ko so tudi zavzeli kujavsko in dobrzynsko pokrajino. V bitki pri Płowcah jih je leta 1331 Vladislav vendarle porazil in v zavezništvu z Ogrsko in Litvo obvaroval Poljsko.
Vladislav I. si je prizadeval krepiti položaj Poljske tudi s porokami svojih otrok. Leta 1320 je tako prišlo do poroke med Vladislavovo hčerko Elizabeto z anžujskim kraljem Ogrske, Karlom I. Robertom in leta 1325 med poljskim kronskim princem Kazimirjem in litvansko princeso Ano (Aldono), ki je ustvarila povezavo z Litvo. A nenaklonjenost močnih sosedov na zahodni in severni poljski meji je graditelje obnovljenega kraljestva opozarjala, da morajo svoje cilje prilagoditi omejenim vojaškim in finančnim zmožnostim svoje države.

## Poljsko kraljestvo na vrhuncu moči

### Kazimir III. Veliki
Vladislava I. je nasledil njegov sin Kazimir III., Veliki (1333-70), nadarjen državnik, ki je znal upoštevati dejansko razmerje političnih in vojaških moči. Med kongresoma v Trenčinu (1335) in Vyšehradu na Zgornjem Ogrskem (danes Slovaška) je prepričal češkega kralja Ivana I., da se je odrekel zahtevi po poljski kroni. Po drugi strani se je, zaradi vztrajne podpore pjastovskih šlezijskih knezov češki kroni, leta 1348 v Namysłówu odpovedal zahtevam po Šleziji, najbolj naseljeni in bogati pokrajini. Z mirom v Kaliszu (1343) je pristal na kompromisno rešitev spora s križniškim redom: odpovedal se je zahtevam po Gdanskem Pomorjanskem, križniki pa so mu vrnili kujavsko in dobrzynsko pokrajino, ki so ju zasedli leta 1332. S posinovljenjem svojega vnuka Kazimirja, slupskega kneza na Pomorjanskem, je skušal pridobiti možnost za priključitev vsaj dela Pomorjanskega Poljski. Prisilil je pjastovske vojvode v Mazoviji, da so priznali njegovo vrhovno oblast in zasedel dele Mazovije. Od brandenburških mejnih grofov je dobil nazaj nekatera, prej poljska ozemlja.
Kazimir je med letoma 1340 in 1352 osvojil Rdečo Rutenijo z mesti Przemyśl, Lvov, Halicz. Leta 1366 je razširil svojo oblast na kneževine Chełm, Belz, Włodzimierz in Podolia. in jih priključil Poljski državi kot rusko, volinsko in podolsko vojvodstvo. S temi osvojitvami je poljska država prestopila meje etničnega okvira ter tako začela mnogonarodnostno obdobje svojega razvoja.
Ker ni imel moškega potomca, je bil že pred njegovo smrtjo leta 1370 za dediča poljske krone določen Kazimirjev nečak, ogrski kralj Ludvik I.

### Anžujski intermezzo - Ludvik I. Ogrski
Kljub prizadevanju konkurentov za poljski prestol, Kazimirja Słupskega in Vladislava Belega iz kuvajske veje, so v vladnem taboru pretehtale centralistične težnje in ohranile enotnost poljskega kraljestva, ki pa je bilo za Ludvika I. (1370-82), ki je bil prvenstveno ogrski kralj, drugotnega pomena. Za regentko na Poljskem je postavil svojo mater Elizabeto, hčerko Vladislava I., ki je bila tedaj že v letih in je dejansko vladanje prepuščala predstavnikom poljskih velikašev. V Hališki Rusiji je Ludvik za namestnika postavil zvestega mu opolskega kneza Vladislava, ki je deželo spravil pod ogrski vpliv in razširil delovanje rimsko-katoliške cerkve.
Ena glavnih skrbi Ludvikovega vladanja na Poljskem je bila, kako zagotoviti nasledstvo svojima hčerama. Šlahto si je skušal pridobiti s privilegiji izdanimi leta 1374 v Košicah, duhovščino pa na podoben način nekoliko kasneje. Kljub temu pa po njegovi smrti leta 1382 vladajoča skupina na Poljskem ni privolila, da bi poljski prestol zasedel nemški knez, bodisi Sigismund Luksemburški, mož starejše hčerke Marije, kateri je Ludvik namenil poljski prestol, bodisi Viljem Avstrijski, zaročenec mlajše hčerke Jadvige; s pomočjo ogrskega posredovanja je odstranila tudi tretjega pretendenta za prestol Semovita Mazovskega in leta 1384 imenovala za poljsko kraljico desetletno Jadvigo; s tem je pretrgala personalno unijo z Ogrsko. To je bil prvi korak v smeri voljenih poljskih monarhov.

### Nastop dinastije Jageloncev
V nadaljevanju dogodkov so poljsko plemstvo in duhovščina dali prednost dinastični zvezi z Litvo. Litvanski strani so predlagali poroko med poljsko kraljico Jadvigo in vitalnim litvanskim velikim knezom Jagielom, ki je zvezo ocenil za koristno. Potem ko so leta 1385 v Krevu določili podrobnosti, se je Jagielo, začetkom leta 1386, pustil krstiti po rimokatoliškem obredu za Vladislava, se poročil z Jadvigo in zavladal kot poljski kralj Vladislav II. Odtlej do leta 1572 je vladala Poljski dinastija Jageloncev.